# ماساكاتسو ساوا
ماساكاتسو ساوا (باليابانية: 澤 昌克) (12 يناير 1983 في موريا في اليابان – )؛ هو لاعب كرة قدم ياباني سابق كان يلعب كلاعب وسط.

## وصلات خارجية
- ماساكاتسو ساوا على موقع الاتحاد الدولي (مؤرشف)  (الإنجليزية)
- ماساكاتسو ساوا على موقع رابطة كرة القدم اليابانية للمحترفين (اليابانية)
- ماساكاتسو ساوا على موقع قاعدة بيانات كرة القدم.إي يو (الإنجليزية)
- ماساكاتسو ساوا على موقع Soccerway.com (الإنجليزية)
- ماساكاتسو ساوا على موقع عالم كرة القدم.نت (الإنجليزية)
- ماساكاتسو ساوا على موقع كووورة